# Berotha puncticollis
Berotha puncticollis är en insektsart som först beskrevs av Navás 1911.  Berotha puncticollis ingår i släktet Berotha och familjen Berothidae. Inga underarter finns listade i Catalogue of Life.